# مدرك بن علي الشيباني
مدرك بن علي الشيباني (؟ - ~390هـ/~1000م) شاعر عربي من بادية البصرة، ثم سكن بغداد، في العصر العباسي.

## سيرته
ولِدَ مدرك بن علي في بادية البصرة من أسرة أعرابية بدوية،  قال السيوطي في كتابه (الكنز المدفون والفلك المشحون) "هو مدرك بن علي الشيباني، نسبة إلى بني شيبان، عرب ببادية البصرة"، وتاريخ ميلاده غير معروف، وانتقل في صغره إلى بغداد، وهناك نشأ وتلقَّى مبادئ العربية والفقه الإسلامي، وكانت له ميول أدبيَّه، وتدرَّج حتى توَّلى القضاء في بغداد. ورغم مكانته العلميَّة والدينيَّة والاجتماعيَّة فقد كان يتغزَّل في شعره بغلام اسمه عمرو بن يوحنا التقى به في حي المسيحيين في الجانب الشرقي من بغداد، ونظم فيه أرجوزة مزدوجة استعار فيها مصطلحات من اللاهوت المسيحي. وإلى جانب الغزل نظم أيضاً قصائد في الرثاء والمديح والهجاء. تُوفِّي مدرك بن علي الشيباني في نهاية القرن الرابع الهجري قرابة 390هـ.